# Ro-53
Ro-53 — підводний човен Імперського флоту Японії.
Корабель, який спорудили у 1921 році на верфі компанії Mitsubishi в Кобе, належав до підтипу L2 (він же тип Ro-53) типу L.
По завершенні Ro-53 належав до 3-ї дивізії підводних човнів зі складу військово-морського округу Йокосука, а з 1 грудня 1922-го був переведений до 11-ї дивізії підводних човнів, що належали до військово-морського округу Куре.
15 грудня 1938-го Ro-53 вивели до резерву четвертої категорії. 1 квітня 1940-го Ro-53 виключили зі списків ВМФ та перекласифікували на плавзасіб Haisen No. 11.